# Кременес
Кременес (ісп. Crémenes) — муніципалітет в Іспанії, у складі автономної спільноти Кастилія-і-Леон, у провінції Леон. Населення — 660 осіб (2010).
Муніципалітет розташований на відстані близько 300 км на північний захід від Мадрида, 49 км на північний схід від Леона.
На території муніципалітету розташовані такі населені пункти: (дані про населення за 2010 рік)
- Алехе: 88 осіб
- Арговехо: 63 особи
- Сігера: 27 осіб
- Корньєро: 51 особа
- Кременес: 107 осіб
- Лойс: 39 осіб
- Ремоліна: 51 особа
- Саламон: 36 осіб
- Лас-Салас: 47 осіб
- Вальбуена-дель-Робло: 11 осіб
- Вальдоре: 37 осіб
- Ла-Велілья-де-Вальдоре: 28 осіб
- Вердіаго: 34 особи
- Вільяяндре: 41 особа

## Демографія
Динаміка населення (INE ):